# 紅英斎
紅英斎（こうえいさい、生没年不詳）とは、明治時代の浮世絵師。

## 来歴
師系・経歴不明。紅英斎と称す。明治15年（1882年）版行の大判錦絵3枚続「東京名所日本橋京橋之間鉄道馬車往復之図」を描いたことが知られる。